# Nadeshda Brennicke
Nadeshda Brennicke est une actrice allemande née le 21 avril 1973  à Fribourg-en-Brisgau.

## Filmographie
- 1991 : Manta - Der Film : Tina
- 1996 : Workaholic : Elly
- 1999 : Curiosity & the Cat : Paula
- 2000 : Kanak Attack : Sandra
- 2001 : Planet Alex : Katja
- 2002 : Tattoo : Maya Kroner
- 2003 : Gate to Heaven
- 2004 : Les truands cuisinent : Diana
- 2005 : Antikörper : Nachtclub Sängerin
- 2005 : Die Bluthochzeit : Marie Baumann
- 2008 : Darum : Delia
- 2008 : Unschuld : Simone
- 2010 : Le Train de 8h28 (8 Uhr 28) : Katharina Schneider
- 2013 : Banklady : Gisela Werler
- 2013 : Dampfnudelblues : Angie
- 2014 : Fiddlesticks : Marianne
- 2015 : God of Happiness : Mia
- 2017 : Anna Fucking Molnar : Barbara
- 2017 : Wendy : Ulrike Immhof
- 2019 : Mariage et Safari : Renate von Zangenheim
- 2022 : Das Privileg